# Compsodrillia olssoni
Compsodrillia olssoni é uma espécie de gastrópode do gênero Compsodrillia, pertencente à família Pseudomelatomidae.